# Route nationale 551
Die N551 war von 1933 bis 1973 eine französische Nationalstraße, die in zwei Teilen zwischen der N550 nordwestlich von Folcalquier und der N542 (ab 1961 N100B) östlich von Tallard verlief. Ihre Gesamtlänge betrug 76,5 Kilometer.

## N551a
Die N551A war von 1933 bis 1973 ein Seitenast der N551, der nördlich von Turriers von dieser abzweigte und nach Turriers führte. Ihre Länge betrug 6 Kilometer.